# 下西啓正
下西 啓正（しもにし ひろまさ、1977年 - ）は、劇作家、演出家、「乞局」主宰者。埼玉県富士見市出身。慶應義塾大学法学部政治学科卒業。

## 概要
2000年に乞局を旗揚げ。主宰として、脚本・演出を手がける。俳優として、チェルフィッチュに出演している。

## 受賞歴
- 「汚い月」（第7回公演上演作品）：第11回日本劇作家協会新人戯曲賞優秀賞受賞
- 「耽餌（たぬび）」（第八回公演上演作品）」：第5回かながわ戯曲賞佳作
- 「廻罠（わたみ）」（第11回公演上演作品）：第6回かながわ戯曲賞最優秀賞受賞